# Hippie trail
Pour les articles homonymes, voir Hippie (homonymie) et Trail.

Grands itinéraires du hippie trail.

La hippie trail [ˈhɪpi tɹeɪl] est une expression anglaise (littéralement la route des hippies) utilisée pour décrire le trajet parcouru par les hippies dans les années 1960 et 1970, de l'Europe vers l'Asie et inversement. Ce type de voyage a connu un renouveau au début du XXIe siècle avec les néo-hippies.

## Histoire
Le but de ces pérégrinations pouvait être l'envie de découvrir et d'adopter le mode de vie et les philosophies asiatiques, mais le voyage (trip) était aussi motivé par le simple refus de la vie sédentaire. Volontairement entrepris avec des moyens limités, il se terminait parfois dans l'extrême pauvreté. Le 5 août 1970, le Telegraph titrait « Des hippies mendient "comme des chiens" en Afghanistan ». La frontière de l'Afghanistan marque alors l'entrée dans une zone géographique où le haschisch et d'autres drogues sont en vente libre et où de nombreux jeunes occidentaux viennent sombrer dans la consommation de drogues dures, même si ce cliché est loin d'être une généralité. Certains poursuivent leur exploration ethnographique jusqu'à « La Mecque » des routards, Katmandou, au Népal, particulièrement sa Freak Street (littéralement « rue des marginaux ») où convergent plusieurs milliers d'enfants fleurs (flower children) à partir de 1966. Pour les moins fortunés ou les moins débrouillards, le voyage peut avoir pour but les Baléares, le Maroc ou même Amsterdam.
Dans les années 2000 et 2010, en raison de la baisse des tarifs des vols à bas prix (dits low-cost), de nouveaux trajets sont parcourus par des routards néo-hippies, comme le Banana Pancake Trail en Asie, le Gringo Trail (en) en Amérique du Sud, ou l'Afrique du Nord et le Proche-Orient (Maroc, Tunisie, Liban, Turquie, etc.).